# Cerkev sv. Križa, Križna Gora
Cerkev sv. Križa na Križni gori nad Škofjo Loko je podružnična cerkev Župnije Stara Loka.
Na zunaj dokaj običajna cerkev na izjemno razgledni legi skriva v notranjosti pomembno kulturno-zgodovinsko dediščino: kamnoseške detajle in freske, ki jih uvrščajo v vrh poznogotskega realizma v slikarstvu na Slovenskem. 
Prezbiterij, posvečen sv. Urhu, je bil zgrajen okrog leta 1500 in takoj nato tudi že poslikan s freskami. V tridesetih letih 16. stoletja so mu dogradili cerkveno ladjo, ki jo je poslikal Jernej iz Loke. Sredi 19. stoletja so cerkev temeljito obnovili in jo posvetili novemu zavetniku, skupini Križanega. Ladji so prizidali dve bočni niši za stranska oltarja in zakristijo. Zvonik je dobil sedanjo podobo v drugi polovici 19. stoletja.

## Zgradba
Cerkev je v današnjem stanju po tlorisu in razdelitvi prostora tipična poznogotska stavba z zvonikom pred zahodno steno tako, da pritličje zvonika služi za vhodno lopo. Pravokotna ladja se skozi šilasto slavoločno odprtino izteka v tristrano zaključen prezbiterij. Dve gotski okni v stranicah prezbiterija sta zazidani, čelno le na pol, prebiti pa sta dve novi, pravokotni okni. Okoli prezbiterija teče močan pritlični zidec. Na južni strani je v vogalu med prezbiterijem in steno ladje prizidana zakristija.
Prezbiterij je tipično poznogotski. Iz konzol na steni se plete rebrovje,
ki oblikuje na oboku dve zvezdi s središči na temenu in med središčema osrednjo obočno polo v obliki kvadrata; v celoti je na oboku 19 obočnih pol. Srednji konzoli v severni in južni steni predstavljata leva z odprtim gobcem, ki kaže jezik in ima rep vržen čez hrbet. Tudi sklepniki so figuralni: relief Marije z detetom (v središču zvezde nad oltarjem), sv. Urh (v središču zvezde, ki je bliže vhodu), drugod grbi, angelske glavice ali tipične poznogotske rozete. Plastika sklepnikov je zelo ploskovita in pobarvana.
- tloris cerkve
- vhodna lopa pod zvonikom
- cerkvena ladja, za slavoločno steno prezbiterij

## Freske
Freske sledijo ikonološkim pravilom kranjskega prezbiterija. Osrednje mesto na temenu oboka zavzema dopasna podoba Kristusa s križnim nimbom okoli glave, ki gleda iz plastično naslikanega okvira iz krogovičja. V levici drži vladarsko jabolko s križem, desnico pa dviga v blagoslov; za njim je kobaltno modro nebo. V vseh ostalih rombičnih polah, ki izhajajo iz obeh zveznih središč, so razvrščeni angeli, ki z igranjem na inštrumente, s plesom in hvalnicami slavijo Odrešenika. S slokimi postavami in razgibano draperijo raznobarvnih oblek idealno zapolnjujejo odmerjeni jim prostor. V trikotni poli ob slavoloku pa zelena trnjeva krona, prebodena s tremi velikimi belkastimi žeblji, opominja na Kristusovo trpljenje. 
Simboli evangelistov (ki v shemi kranjskega prezbiterija navadno obkrožajo Kristusa) so tukaj pomaknjeni  v trikotne pole med kraki osrednje zvezde, medtem ko trikotno polo nad zaključno steno prezbiterija (za oltarjem) izpolnjuje jagnje božje s križem. V zunanjih trikotnih polah zvezde, ki je bliže vhodu, sta naslikani bradati glavi dveh prerokov, Johela in Izaije.
Stene prezbiterija je slikar namenil podobam tistih, ki Kristusu pomagajo na zemlji, poleg Marije svetnicam, svetnikom in njihovim čudežem. Ti so ohranjeni na zgornjih delih sten, v podločjih. Podobe na spodnjih delih sten se niso ohranile, prav gotovo pa so bili tam naslikani apostoli. 
Tako lahko vidimo na severni steni dva prizora iz legende o življenju sv. Korbinijana, ustanovitelja freisinške škofije: podoba na prvi poli (ob vhodu v prostor) prikazuje medveda, ki je ubil svetnikovo mulo; na drugi poli medved namesto mule ponižno nosi tovor, tako kot mu je ukazal svetnik. Tri zaključne pole prezbiterija so poslikane s podobami svetnic in Marije: na prvi sv. Uršula in sv. Neža, na drugi Marija z otrokom in sv. Rozalija, na tretji sv. Katarina in sv. Barbara.
Na južni steni je umetnik prikazal legendo iz življenja sv. Urha, augsburškega škofa: na poli bliže oltarju vidimo sla, ki je pri svetniku dobil kurje bedro in na naslednji, kako se je tožljivemu slu kurje bedro čudežno spremenilo v ribo. Na notranji strani slavoločne stene je kot starozavezna napoved Jezusove žrtve upodobljena daritev Kajna in Abela.
Freske v prezbiteriju niso bile nikdar prebeljene. Obdržale so prvotno obliko in barvo. Podobe so bile slikane na svež omet s prozornimi barvami.
Po mnenju Franceta Steleta freske v prezbiteriju na Križni gori že kažejo vse značilnosti novega slikanja (tudi v Slovenijo prihajajoče renesanse): »realistično zgovorni so gibi in obrazi, obrazi so portretno karakterizirani, poznogotski dekorativni sistem draperij se je široko razmahnil in prostor se je obogatil ter se v ozadju odprl v dotlej nedosežena obzorja«.
S freskami, ki pa so delno še vedno zakrite in nerestavrirane, je poslikana tudi ladja. Poslikal jo je Jernej iz Loke. Tudi na zunanji steni prezbiterija, danes pod streho zakristije, je ohranjen fragmet freske sv. Krištofa, ki sega pod zunanji omet.
- ikonografska shema fresk na stropu prezbiterija
- poslikava oboka prezbiterija
- angela slavita Odrešenika, levo simbol evangelista Mateja (angel), desno prerok Izaija
- legenda sv. Korbinijana
- legenda sv. Urha
- delno odkrita freska v cerkveni ladji, delo Jerneja iz Loke

## Oprema
Cerkev ima tri zlate oltarje. V prezbiteriju stoji oltar sv. Križa. Stranska oltarja, ki sta nekoč stala v dozidanih nišah, sta sedaj potisnjena v kota slavoločne stene: levi je posvečen sv. Volbenku, regensburškemu škofu, desni sv. Urhu. V levi niši visi slika Marije Kraljice, v desni pa slika sv. Helene, ki je našla Kristusov križ. V tej niši je tudi lep procesijski križ. Čaščeni svetniki jasno kažejo na povezavo med graditelji cerkve in nekdanjimi gospodarji škofjeloške škofije, freisinškimi škofi iz Bavarske. Zato je tudi križnogorski prezbiterij najverjetneje poslikal bavarski umetnik. Strokovnjaki mu pripisujejo tudi poslikavo cerkve sv. Urha pri Tolminu.
V zvoniku zvonijo trije zvonovi, en bronast in dva železna, ki sta zamenjala pred prvo svetovno vojno odvzeta bronasta zvonova.
- glavni oltar sv. Križa
- sv. Urh v oltarju sv. Urha
- stranski oltar sv. Volbenka
- slika sv. Helena in procesno razpelo